# اریک راث
اریک راث (انگلیسی: Eric Roth؛ زادهٔ ۲۲ مارس ۱۹۴۵) یک فیلم‌نامه‌نویس اهل ایالات متحده آمریکا است.
وی همچنین برنده جوایزی همچون جایزه اسکار بهترین فیلم‌نامه اقتباسی شده است.